# کاموف-۱۱۸
کاموف کا-۱۱۸ (به انگلیسی: Kamov Ka-118) یک بالگرد ساختِ کارخانهٔ کاموف است.